# Vereenigde Glasfabrieken

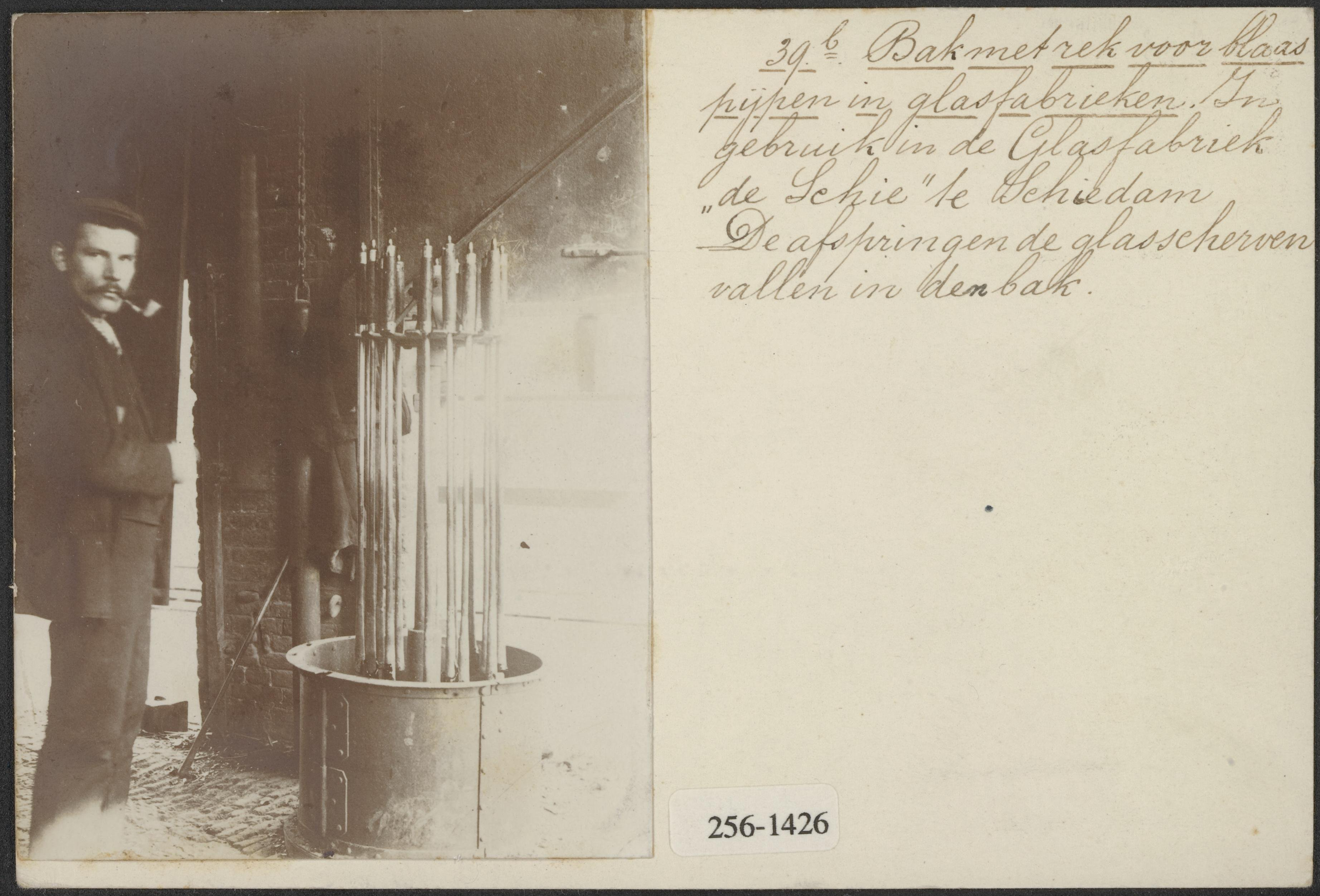
Glasfabriek "de Schie" in Schiedam

Vereenigde Glasfabrieken N.V. (United Glassworks) is een Nederlandse groep van glasfabrieken die bestond van 1899 tot 1995.

## Oprichting
De groep is ontstaan in 1899 door een samenwerking van drie kleine bedrijven die elk 40 à 50 personeelsleden telden:
- Het bedrijf van Titus de Meester in Loenen aan de Vecht, wat weer een voortzetting was van een bedrijf dat in 1765 te Nijkerk was gesticht,
- Een fabriek te Vuren, in 1780 gesticht door de uit Duitsland afkomstige glasblazersfamilie Pelgrim,
- De Pelgrimse Hut te Leerdam, in 1816 gesticht door de familie Pelgrim. Directeur was Lubbertus Pelgrim.

Door de samenvoeging kon kapitaal worden vergaard om een fabriek op te richten te Vlaardingen waar al spoedig 100 arbeiders werkten. Deze had een moderne wanoven, wat een grote verbetering betekende ten opzichte van de tot dan toe gebruikelijke potovens.
Op deze wijze kon men de concurrentie weerstaan, want er waren zeer vele glasfabrieken in Nederland. In 1906 waren dat er nog 45, waarvan de meeste in Zuid-Holland te vinden waren. Samen hadden deze ongeveer 6000 mensen in dienst. De grootste concurrent was de N.V. Flesschenfabriek v/h Jeekel & Co. te Leerdam.
Mede door de arbeidsonrust onder de glasblazers, ten gevolge van de slechte arbeidsomstandigheden, wenste men tot mechanisatie van het glasblazen over te gaan, waartoe in 1911 de eerste automatische flessenblaasmachine (Owensmachine) in werking werd gesteld. In 1927 werd voor het laatst de mondglasblaaspijp toegepast.

## Groei door overnames
Ondertussen werd een aantal belangrijke concurrenten overgenomen.
- In 1912 werd de N.V. Flesschenfabriek v/h Jeekel & Co. te Leerdam ingelijfd.
- In 1923 volgde N.V. Glasfabriek "De Schie", een in 1897 opgericht bedrijf aan de Buitenhavenweg te Schiedam, nauw gelieerd aan jeneverfabrikant De Kuyper.
- In 1924 volgde Dijkstra’s Glasindustrie, een in 1897 opgericht bedrijf aan de Nieuwezijds Voorburgwal te Amsterdam, dat in 1993 verhuist naar Lelystad.
- In 1926 werd de glasfabriek Van Deventer te Schiedam overgenomen, een concurrent en buur van "De Schie", die op haar beurt in 1907 de N.V. Flesschenfabriek Delft had ingelijfd. Deze fabriek maakte oorspronkelijk kisten voor de verpakking van jeneverflessen. Van Deventer had de in 1854 gestichte flessenfabriek te Oud-Mathenesse overgenomen en vestigde zich aan de Buitenhavenweg, naast "De Schie".

Een zeer grote concurrent was de Gerresheimer Glashütte uit Düsseldorf, een bedrijf met 5000 arbeiders. Deze had in 1919 de N.V. Flesschenfabriek "Anglo-Dutch" te Breda overgenomen. Met deze concurrent kwam het tot samenwerkingsafspraken.
- In 1936 werd de fabriek van A.J. Bakker te Nieuw-Buinen overgenomen en in 1938 stilgelegd, waarbij 250 mensen op straat werden gezet.
- In 1938 werd ook de fabriek van Meursing overgenomen, welke nog heeft gefunctioneerd tot 1967.
- De Glasfabriek Leerdam werd eveneens in 1938 bij de Vereenigde Glasfabrieken gevoegd.
- De N.V. Bottleworks te Zwijndrecht werd in 1938 overgenomen en stilgelegd.
- Uiteindelijk werd in 1959 ook de Kristalunie te Maastricht ingelijfd.[1] Met deze overname was de Nederlandse glasproductie in een bedrijf geconcentreerd, alleen Philips maakt nog technisch glas voor televisietoestellen en dergelijke.[1] De fabriek in Maastricht ging uitsluitend kristalglas produceren en telde toen nog 500 medewerkers.[1]

In 1970 behaalde de Vereenigde Glasfabrieken een omzet van 121 miljoen gulden en een winst van ƒ 2,7 miljoen. In 1972 begon het bedrijf oud glas in de productie te verwerken. Reden hiervoor was het overheidsbesluit om weer statiegeld op flessen en potten in te voeren. De Vereenigde Glasfabrieken was tegen deze herinvoering uit angst dat fabrikanten van voedingsmiddelen dan plasticverpakkingen zouden gaan gebruiken.

## Overgenomen
In 1967 kocht het het Franse bedrijf BSN een flink aandelenbelang in het bedrijf dat in 1973 werd uitgebreid tot een meerderheidsbelang. De resterende aandelen bleven genoteerd aan de Amsterdamse effectenbeurs. In de periode 1981 tot 1990 steeg de omzet van ƒ 344 miljoen naar ƒ 496 miljoen en de winst van ƒ 8,8 miljoen naar ƒ 34 miljoen. In 1995 werd Vereenigde Glasfabrieken overgenomen door het Franse Danone Groep concern, dat ooit zelf was ontstaan door samenvoeging van de glasfabrieken Souchon-Neuvesel en Boussois in 1966 en de fusie met voedingsmiddelenproducent Gervais Danone in 1973. Bij Vereenigde Glasfabrieken werkten toen zo'n 1900 mensen. In 1999 bracht Danone de Vereenigde Glasfabrieken onder in de nieuwe dochter 'BSN Glasspack'.
In 2001 vond een management-buy-out plaats van de vestiging Lelystad, deze ging verder als 'Dijkstra Vereenigde'. In 2003 nam investeerder CVC Capital BSN Glasspack over en verkocht dat door aan Owens-Illinois Inc.. Nederlandse productievestigingen waren er toen in Schiedam, Leerdam en Maastricht. De Schiedamse fabriek is in 2017 gesloten, het hoofdkantoor bleef in Schiedam gevestigd.